# Société des observateurs de l'homme
La Société des observateurs de l'homme est une société savante créée en 1799 à Paris et longtemps considérée comme le berceau de l'anthropologie française. Elle disparaît en 1804. 

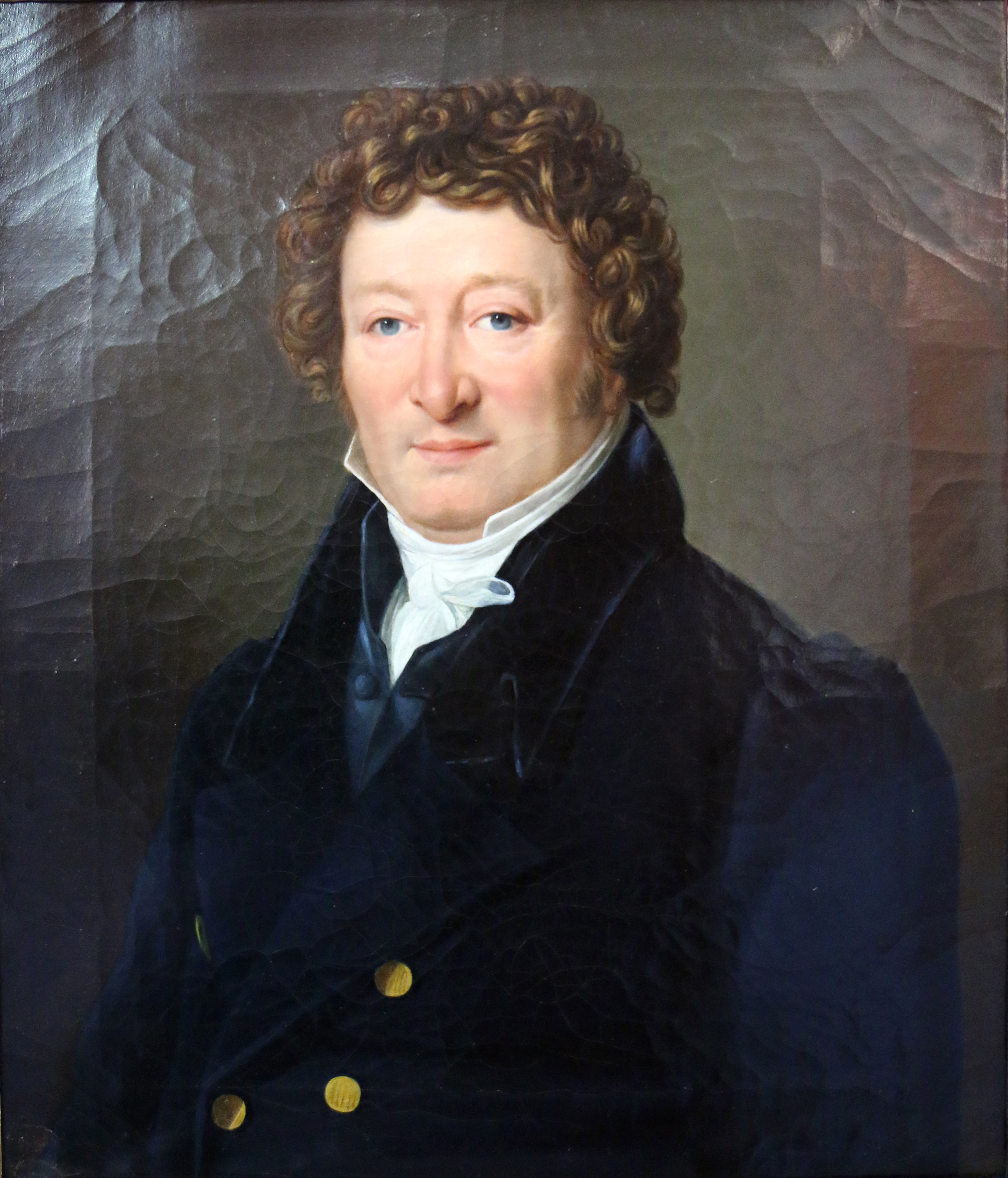
Louis-François Jauffret, membre fondateur.

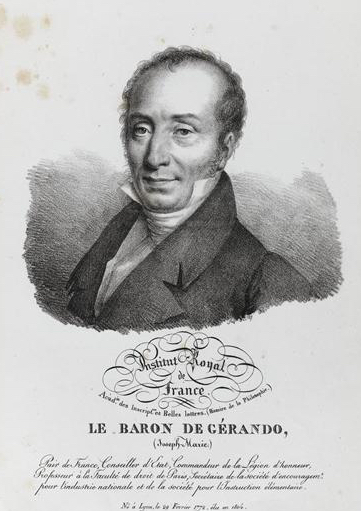
Joseph-Marie de Gérando.

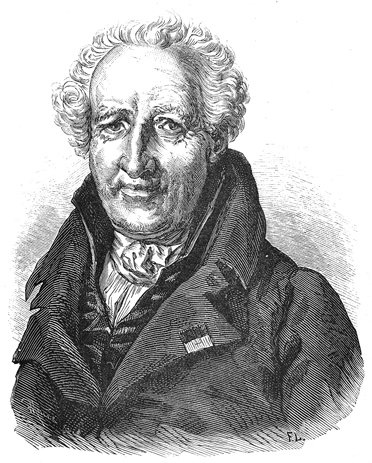
Antoine-Laurent de Jussieu.

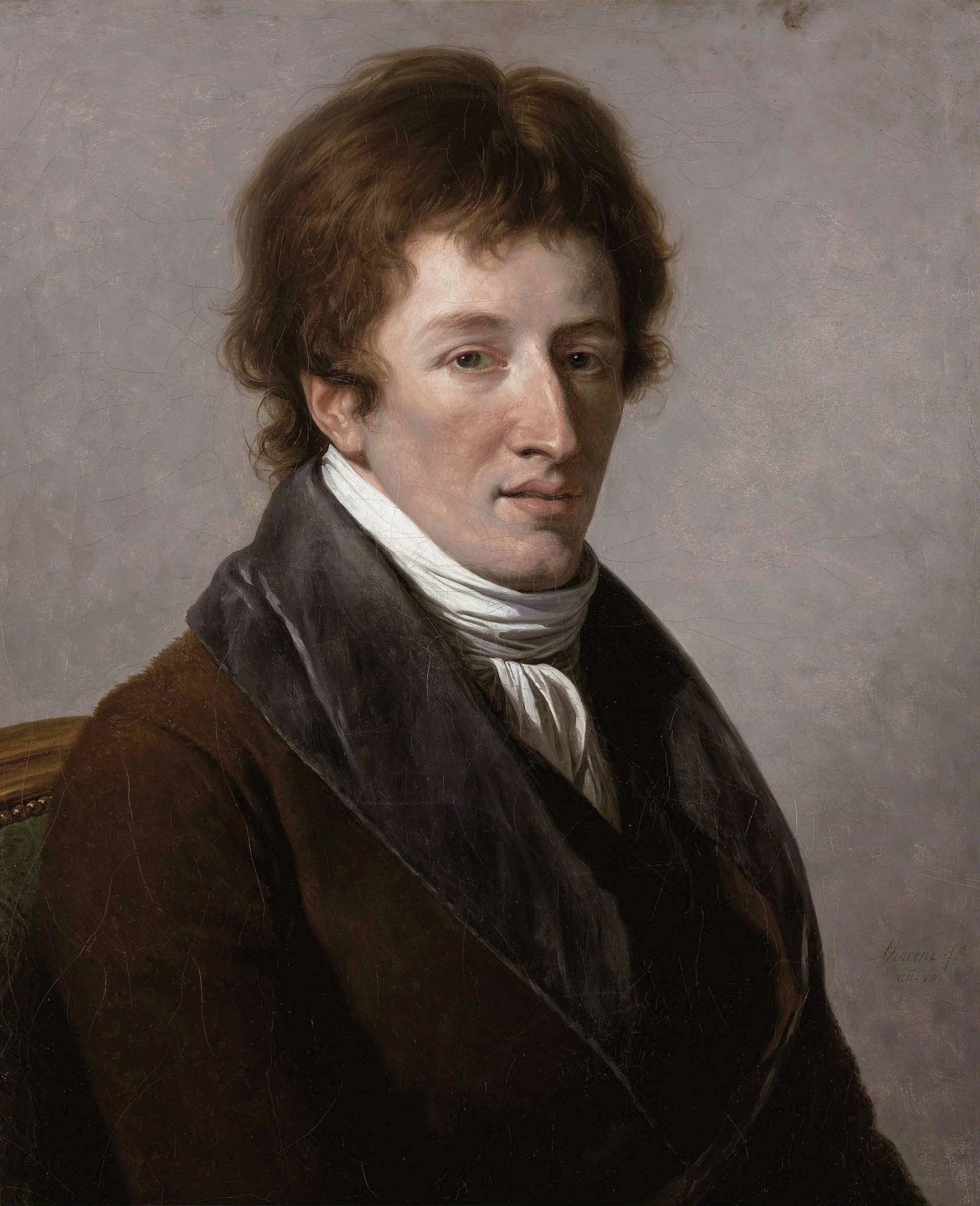
Georges Cuvier.

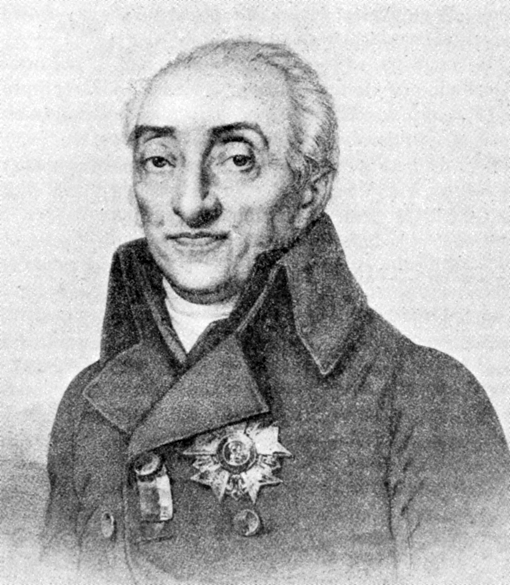
Bernard Germain de Lacépède.

## Histoire
La Société des observateurs de l'homme a été fondée par Roch-Ambroise Cucurron Sicard, Louis-François Jauffret et Joseph de Maimieux. Contrairement à la légende, la société n'a pas été fondée dans le sillage du mouvement des idéologues. Elle en est au contraire très éloignée, puisque ses fondateurs sont d'inspiration chrétienne. La brièveté de son existence et l'absence d'archives rendent le travail de l'historien difficile. On ne connaît que ses statuts ainsi que les dossiers sur lesquels elle s'est penchée, celui de l'enfant sauvage de l'Aveyron et celui de l'expédition Baudin dans les terres australes.
Les réunions de la société ont lieu rue de Seine dès le mois d'août qui suit sa création. Elles rassemblent des naturalistes, des médecins (notamment aliénistes), des philosophes, des écrivains, des historiens, des linguistes, des orientalistes et des archéologues sous la présidence de Jean de Maimieux.
Dès 1800, elle offre un prix de 600 francs dont le sujet est : Déterminer par l'observation journalière de un ou plusieurs enfants au berceau l'ordre dans lequel les facultés physiques, intellectuelles et morales se développent et jusqu'à quel point ce développement est secondé ou contrarié par l'influence des objets et des personnes qui environnent l'enfant.[citation nécessaire]
La société tombe dans une totale obscurité et n'est redécouverte qu'au moment de la IIIe république. La société d'anthropologie de Paris, fondée par Paul Broca, se réclame d'elle afin d'établir l'ancienneté de l'école anthropologue française sur celle de la Grande-Bretagne, alors en plein essor.

## Liste complète des membres résidents[2]
Pierre Bonnefous - Mathieu-Antoine Bouchaud - Louis-Antoine Bougainville - Antoine-Marie-Henri Boulard - Simon-Jérôme Bourlet de Vauxcelles - Pierre-Roland Butet de la Sarthe -  Guillaume de Sainte-Croix -  Adamance Coray - Frédéric Cuvier - Jean-Baptiste-Gaspard d'Ansse de Villoison - Joseph-Marie de Gérando - Joseph Philippe François Deleuze - Joseph de Maimieux - Déodat Gratet de Dolomieu - André Marie Constant Duméril - Antoine-François Fourcroy - Marie-Nicolas-Silvestre Guillon-Pastel - Jean Noël Hallé - Jean Itard - Gaspard-André Jauffret - Louis-François Jauffret - Jean-Baptiste Jauffret - Antoine-Laurent de Jussieu - Bernard Germain de Lacépède - Pierre-Henri Larcher - Pierre Laromiguière - Auguste-Savinien Leblond - Théodoric-Nilammon Lerminier - Jean-Joseph Marcel - Aubin-Louis Millin de Grandmaison - Mathieu de Montmorency-Laval - Louis-Jacques Moreau de la Sarthe - Pierre-Henry Nysten (sans doute Pierre-Hubert Nysten) - Ambroise Marie François Joseph Palisot de Beauvois - Jean-Pierre Papon - Eugène Louis Melchior Patrin - Philippe Pinel - Joseph Marie Portalis - Louis Ramond de Carbonnières - Dominique Ricard - Roch-Ambroise Cucurron Sicard - Antoine-Isaac Silvestre de Sacy - Charles-Nicolas-Sigisbert Sonnini de Manoncourt - Charles Athanase Walckenaer
À noter que, contrairement à une légende tenace, Volney n'en a jamais été membre.

## Liste des membres correspondants
Nicolas Baudin - Pierre-François Bernier - Frédéric de Bissy - Ludwig Heinrich Bojanus - Hyacinthe de Bougainville - Jean Cailleau - Pierre Faure - Jean-Emmanuel Gilibert - Jacques Félix Emmanuel Hamelin - Urbain-René-Thomas Le Bouvier-Desmortiers - François Levaillant - René Maugé de Cely - André Michaux - François Péron - Gottlieb Konrad Pfeffel - Anselme Riedle